# Best of (album de Grégory Lemarchal)
 (août 2025).
Albums de Grégory Lemarchal
Pourquoi je vis
(2020)
Best Of est une compilation posthume de Grégory Lemarchal, sortie le 15 juillet 2022, marquant le 15ᵉ anniversaire de sa disparition. L’album réunit les plus grands succès de l’artiste, offrant aux fans une rétrospective de sa carrière musicale.

## Genèse
Le projet fait suite à l’album Pourquoi je vis. L’album comprend une sélection des titres les plus emblématiques de Grégory Lemarchal, reflétant son parcours artistique et son impact sur la scène musicale française. La sortie en 2022 visait à rendre hommage à l’artiste et à maintenir vivante sa mémoire musicale.

## Sortie et promotion
Le 15 juillet 2022, à l’occasion des quinze ans de la disparition du chanteur, Universal Music France publie une compilation intitulée Best Of.
La sortie de l’album a été accompagnée d’une promotion médiatique significative :
- Une émission spéciale diffusée sur TF1 le 12 novembre 2022, mettant en scène des artistes comme Lucie Bernardoni et Karima Charni, ainsi que des élèves de Star Academy, interprétant le titre "De temps en temps"[1].
- Mise en avant sur les plateformes de streaming telles qu’Apple Music[2] et Spotify[3].

## Liste des titres
1. Écris l'histoire
2. SOS d'un terrien en détresse
3. De temps en temps
4. Le lien
5. À corps perdu
6. Même si (What You're Made of) (feat. Lucie Silvas)
7. Je suis en vie
8. The Show Must Go On
9. Quand on n'a que l'amour
10. Mon ange
11. Je t'écris
12. Restons amis

## Classements et ventes
| Pays   | Classement          |
| ------ | ------------------- |
| France | 66ᵉ Top Albums SNEP |

En France, l’album entre à la 66e place du Top Albums en mai 2022. Contrairement aux précédentes compilations posthumes de Grégory Lemarchal, ce disque ne bénéficie pas d’une large promotion médiatique. Il ne figure pas non plus dans les classements en Belgique ou en Suisse.  
L’album n’a reçu aucune certification officielle de la part du SNEP, ce qui indique des ventes inférieures à 50 000 exemplaires en France. Il s’agit donc d’un succès commercial limité, principalement symbolique et commémoratif, destiné aux admirateurs de l’artiste. 

## Réception
Le Best Of s’inscrit davantage comme un objet commémoratif que comme un projet à vocation commerciale. Bien qu’il ait permis de remettre en lumière la carrière de Grégory Lemarchal à l’occasion du quinzième anniversaire de sa disparition, son impact commercial reste limité : absence de certification, classement modeste et absence de diffusion internationale notable.  
Cette compilation prolonge toutefois l’héritage musical du chanteur et s’ajoute aux différentes rééditions posthumes, constituant un repère pour les admirateurs et pour l’histoire de sa discographie.

## Rééditions
En 2025, une version vinyle sous la série patrimoniale Master Série est publiée le 18 avril par Mercury Records / Universal Music France. Cette édition est un vinyle simple reprenant la même tracklist déjà présents sur le Best Of à l’exception du titre en duo avec Lucie Silvas.
Ce pressing vinyle n’introduit aucun contenu inédit, mais s’inscrit dans la collection Master Série, connue pour ses rééditions sélectives à valeur patrimoniale.